# Nikołaj Tarakanow (generał)
Nikołaj Dmitrijewicz Tarakanow, ros. Николай Дмитриевич Тараканов (ur. 16 maja 1934 we wsi Griemiaczie w obwodzie woroneskim) – generał major Armii Radzieckiej, doktor nauk technicznych.

## Biografia
Urodził się 19 maja 1934 r. we wsi Griemiaczie (ob. obwód woroneski), gdzie w 1953 r. ukończył miejscową szkołę średnią. W tymże roku rozpoczął naukę
w Charkowskiej Wojskowej Uczelni Technicznej, którą ukończył z wyróżnieniem. Po ukończeniu uczelni pozostał w niej, następnie służył jako dowódca plutonu elektrotechnicznego w pułku obrony cywilnej w m. Merefa (obwód charkowski).
W 1963 r. ukończył Charkowski Instytut Drogowy ze specjalnością „inżynier mechanik”, następnie służył jako inżynier pułku w Saratowie i wykładowca w Moskiewskiej Wojskowej Szkole Obrony Cywilnej. W 1972 r. uzyskał stopień naukowy kandydata nauk technicznych w Wojskowej Akademii Inżynieryjno-Technicznej im. Kujbyszewa. Kontynuował służbę w Komitecie Wojskowo-Technicznym Wojsk Obrony Cywilnej, Instytucie Naukowo-Technicznym Wojsk Obrony Cywilnej (I zastępca naczelnika instytutu), Sztabie Wojsk Obrony Cywilnej RFSRR (zastępca szefa sztabu).
W 1986 r. skierowany został do Czarnobyla, gdzie dowodził operacją oczyszczenia niebezpiecznych stref elektrowni jądrowej. W 1988 r. dowodził operacją likwidacji skutków trzęsienia ziemi w Armeńskiej SRR. Z zawodowej służby wojskowej odszedł w 1990 r.
Po zakończeniu służby wojskowej poświęcił się pracy naukowej i społecznej. Obecnie (2017 r.) jest m.in. doktorem nauk technicznych, członkiem prezydium Rosyjskiej Akademii Nauk Przyrodniczych, przewodniczącym Rady Koordynacyjnej Prezydenckiego Klubu „Zaufanie”, członkiem Związku Pisarzy Rosji.

## Udział w likwidacji skutków katastrofy elektrowni jądrowej w Czarnobylu
Generał Nikołaj Tarakanow został skierowany w 1986 r. do Czarnobyla, gdzie przez 3 miesiące pełnił dowództwo nad częścią wojskową operacji likwidacji skutków katastrofy elektrowni jądrowej. Podczas służby w Czarnobylu stworzył centrum naukowe Ministerstwa Obrony ZSRR do spraw badania wpływu promieniowania radioaktywnego we wszystkich skażonych obszarach Rosji, Ukrainy i Białorusi.
Generał Tarakanow był jednym z pomysłodawców użycia żołnierzy do oczyszczania najbardziej skażonych obszarów elektrowni tj. dachu III reaktora. Według pierwotnego zamysłu, dach reaktora miały oczyszczać specjalnie w tym celu importowane z RFN roboty. Jednakże, jak stwierdzono, bardzo wysoki poziom promieniowania działał niszcząco na sprzęt elektroniczny. Wobec tego podjęta została decyzja o użyciu ludzi.
Do realizacji zadania generał przewidział zmobilizowanych rezerwistów-ochotników z jednostek wojsk chemicznych i obrony cywilnej, dla których opracował środki ochronne oraz system pracy w zmianach trwających od 45 sekund do 2 minut. W efekcie dach III reaktora został oczyszczony bez bezpośrednich strat w ludziach. Za swoje osiągnięcia generał przedstawiony został do tytułu Bohatera Związku Radzieckiego, jednakże, z powodu konfliktu z szefem sztabu Kijowskiego Okręgu Wojskowego, gen. por. Aleksiejem Fiodorowem, nie otrzymał go. Za zasługi w likwidacji skutków katastrofy czarnobylskiej został nagrodzony orderem „Za Służbę w Siłach Zbrojnych ZSRR” II stopnia
.

## Odznaczenia
- Order Przyjaźni;
- Order Czerwonej Gwiazdy;
- Order Znak Honoru;
- Order Za Służbę Ojczyźnie w Siłach Zbrojnych ZSRR (II i III stopnia);
- Medal 100-lecia urodzin Lenina;
- Medal Weterana Sił Zbrojnych ZSRR;
- Medale Jubileuszowe 40-, 50-, 60- i 70 Lat Sił Zbrojnych ZSRR;
- Medale Jubileuszowe 40-, 60- i 65 Rocznicy Zwycięstwa w Wielkiej Wojnie Ojczyźnianej;
- Medal Jubileuszowy „150 lat Wojsk Kolejowych”;
- Medale „Za Nienaganną Służbę” (I, II i III stopnia);
- Medal Jubileuszowy „75 Lat Obrony Cywilnej”;
- Laureat Nagrody Szołochowa w dziedzinie literatury i sztuki;
- Odznaczenia i nagrody organizacji naukowych i społecznych.